# Rifugio Poncione di Braga
Il rifugio Poncione di Braga è un rifugio alpino situato nel comune di Lavizzara, nel Canton Ticino, nelle Alpi Lepontine a 2003 m s.l.m.

## Storia
Fu inaugurato nel 1967, e fu ristrutturato nel 1998.

## Caratteristiche e informazioni
Il rifugio è disposto su 2 piani, con refettorio unico per un totale di 30 posti. Piano di cottura sia a legna, che a gas completa di utensili di cucina. Illuminazione con pannelli solari. Posti letto suddivisi in 4 stanze. Ampio piazzale esterno con tavoli e fontana.

## Accessi
- Piano di Peccia 1.034 m - Piano di Peccia è raggiungibile anche con i mezzi pubblici. - Tempo di percorrenza: 2,45 ore - Dislivello: 1.000 metri - Difficoltà: T2
- Ghiéiba 1.230 m - Ghiéiba è raggiungibile anche con i mezzi pubblici. - Tempo di percorrenza: 2 ore - Dislivello: 800 metri - Difficoltà: T2.

## Ascensioni
- Poncione di Braga - 2.864 m
- Lago della Fròda 2.363 m[1] - Tempo di percorrenza: 1,30 ore - Dislivello: 350 metri - Difficoltà: T3.

## Traversate
- Capanna Basòdino 4 ore
- Capanna Cristallina 5 ore